# Ellia Green
Pour les articles homonymes, voir Green.
Ellia Green est une joueuse australienne de rugby à sept. Elle a remporté avec l'équipe d'Australie le tournoi féminin des Jeux olympiques d'été de 2016 à Rio de Janeiro.

## Débuts en athlétisme
Née le 20 février 1993 à Suva, Green a déménagé en Australie (New South Wales) à l'âge de cinq ans. Elle a commencé l'athletisme à l'âge de six ans et a excellé dans le sprint. Green a passé 10 ans dans l'athlétisme, représentant l'Australie sur 100m, 200m et sur le saut en longueur aux Championnats du monde juniors, ainsi qu'aux Jeux mondiaux scolaires au Qatar en 2009, jusqu'à ce que sa mère et ses cousins la convainquent de s'essayer au rugby à sept. Elle a d'abord joué pour le club de Warringah puis a fait ses débuts pour l'équipe d'Australie en février 2013.

## Équipe d'Australie de rugby à sept
Green a marqué un essai de 80 mètres contre l'équipe nationale féminine de rugby à sept du Canada dans la série de trois matchs à la Gold Coast Sevens, un match diffusé en direct. En quatre heures, l'essai avait été vu plus de 200 000 fois sur la page de l'IRB Sevens World Series. Green a été recrutée par le programme australien de rugby à sept après avoir participé à un camp d'entrainement Pathway to Gold Talent à Melbourne en 2012. Elle a marqué l'essai gagnant contre le Canada à Twickenham dans les Sevens World Series en mai 2015,.
Elle a remporté avec l'équipe d'Australie le tournoi féminin des Jeux olympiques d'été de 2016 à Rio de Janeiro, battant la Nouvelle-Zélande en finale pour remporter la première médaille d'or olympique dans ce sport,. 
Elle devient la détentrice du record du nombre d'essais avec l'équipe d'Australie (129 essais) lors du tournoi international de rugby à sept du Cap en décembre 2019.